# Cantó de Ròcacorba
El cantó de Ròcacorba és un cantó del departament francès del Tarn, a la regió d'Occitània. Està inclòs al districte de Castres i té sis municipis. El cap cantonal és Ròcacorba.

## Municipis
- Burlats
- La Croseta
- Montfan
- Ròcacorba
- Sant Germièr
- Sant Joan de Vals

## Història
| Data d'elecció                           | Identitat        | Partit        | Qualitat |
| ---------------------------------------- | ---------------- | ------------- | -------- |
| 1985-1998                                | Pierre Carneau   | RPR           |          |
| 1998-                                    | Jean-Marie Fabre | Divers gauche |          |
| les dades anteriors no són pas conegudes |                  |               |          |
|                                          |                  |               |          |

## Demografia
| 1962  | 1968  | 1975  | 1982  | 1990  | 1999  | 2006  |
| ----- | ----- | ----- | ----- | ----- | ----- | ----- |
| 4.612 | 5.144 | 5.700 | 5.892 | 6.225 | 6.248 | 6.423 |